# Панамериканский Кубок по волейболу среди женщин 2024
22-й розыгрыш Панамериканского Кубка по волейболу среди женщин проходил с 18 по 25 августа 2024 года в двух городах Мексики (Леоне и Ирапуато) с участием 12 национальных сборных команд стран-членов NORCECA и CSV. Победителем во 2-й раз подряд стала сборная Аргентины.

## Команды-участницы
Первоначально состав турнира был скомплектован следующим образом:
- Мексика  (команда страны-организатора);
- США, Доминиканская Республика, Пуэрто-Рико, Канада, , Куба, Коста-Рика, Тринидад и Тобаго (7 лучших команд (помимо Мексики) от NORCECA по континентальному рейтингу на 1 января 2024 года);
- Бразилия, Аргентина, Колумбия, Перу (4 лучшие команды от CSV по континентальному рейтингу на 1 января 2024 года).

От участия отказались Тринидад и Тобаго и Бразилия. Вместо Бразилии в число участников турнира была включена Чили, вместо Тринидада и Тобаго — Суринам. 

## Система проведения турнира
12 команд-участниц на предварительном этапе разбиты на две группы, в которых играют в один круг. Приоритетом при распределении мест в группах является общее количество побед, затем количество набранных очков, соотношение выигранных и проигранных партий, соотношение игровых очков, результат личных встреч. За победы со счётом 3:0 команды получают по 5 очков, за победы 3:1 — по 4, 3:2 — по 3, за поражения 2:3 — по 2 очка, 1:3 — по 1, за поражения 0:3 очки не начисляются.
Победители групп напрямую выходят в полуфинал плей-офф. Команды, занявшие в группах 2-е и 3-и места, выходят в четвертьфинал и определяют ещё двух участников полуфинала. Полуфиналисты по системе с выбыванием определяют призёров турнира. Итоговые 5—8-е места разыгрывают проигравшие в четвертьфиналах и победители классификационных матчей среди команд, занявших в группах 4-е и 5-е места.      

## Предварительный этап

### Группа А
Леон
| М | Команда                  | 1   | 2   | 3   | 4   | 5   | 6   | И | В | П | С/П   | О  |
| - | ------------------------ | --- | --- | --- | --- | --- | --- | - | - | - | ----- | -- |
| 1 | Колумбия                 |     | 2:3 | 3:1 | 3:0 | 3:0 | 3:0 | 5 | 4 | 1 | 14:4  | 21 |
| 2 | Доминиканская Республика | 3:2 |     | 3:1 | 1:3 | 3:0 | 3:0 | 5 | 4 | 1 | 13:6  | 18 |
| 3 | Мексика                  | 1:3 | 1:3 |     | 3:2 | 3:2 | 3:0 | 5 | 3 | 2 | 11:10 | 13 |
| 4 | Перу                     | 0:3 | 3:1 | 2:3 |     | 1:3 | 3:0 | 5 | 2 | 3 | 9:10  | 12 |
| 5 | Канада                   | 0:3 | 0:3 | 2:3 | 3:1 |     | 3:0 | 5 | 2 | 3 | 8:10  | 11 |
| 6 | Суринам                  | 0:3 | 0:3 | 0:3 | 0:3 | 0:3 |     | 5 | 0 | 5 | 0:15  | 0  |

18 августа
Перу — Доминиканская Республика 3:1 (27:25, 25:14, 15:25, 25:15); Колумбия — Канада 3:0 (27:25, 25:21, 25:18); Мексика — Суринам 3:0 (25:6, 25:12, 25:10).
19 августа
Колумбия — Суринам 3:0 (25:4, 25:12, 25:9); Канада — Перу 3:1 (22:25, 26:24, 25:21, 25:23); Доминиканская Республика — Мексика 3:1 (25:21, 25:20, 26:28, 25:16).
20 августа
Доминиканская Республика — Суринам 3:0 (25:7, 25:13, 25:4); Колумбия — Перу 3:0 (25:19, 25:18, 35:33); Мексика — Канада 3:2 (19:25, 25:19, 23:25, 26:24, 15:12).
21 августа
Канада — Суринам 3:0 (25:16, 25:9, 25:13); Доминиканская Республика — Колумбия 3:2 (18:25, 25:17, 28:26, 28:30, 15:10); Мексика — Перу 3:2 (22:25, 25:23, 25:23, 23:25, 15:11).
22 августа
Перу — Суринам 3:0 (25:10, 25:11, 25:8); Доминиканская Республика — Канада 3:0 (25:15, 25:23, 25:17); Колумбия — Мексика 3:1 (26:24, 25:23, 23:25, 25:21).

### Группа В
Ирапуато
| М | Команда     | 1   | 2   | 3   | 4   | 5   | 6   | И | В | П | С/П  | О  |
| - | ----------- | --- | --- | --- | --- | --- | --- | - | - | - | ---- | -- |
| 1 | США         |     | 3:1 | 3:0 | 3:1 | 3:0 | 3:0 | 5 | 5 | 0 | 15:2 | 23 |
| 2 | Аргентина   | 1:3 |     | 3:0 | 3:0 | 3:0 | 3:0 | 5 | 4 | 1 | 13:3 | 21 |
| 3 | Пуэрто-Рико | 0:3 | 0:3 |     | 3:2 | 3:2 | 3:0 | 5 | 3 | 2 | 9:10 | 11 |
| 4 | Куба        | 1:3 | 0:3 | 2:3 |     | 3:0 | 3:0 | 5 | 2 | 3 | 9:9  | 13 |
| 5 | Чили        | 0:3 | 0:3 | 2:3 | 0:3 |     | 3:0 | 5 | 1 | 4 | 5:12 | 7  |
| 6 | Коста-Рика  | 0:3 | 0:3 | 0:3 | 0:3 | 0:3 |     | 5 | 0 | 5 | 0:15 | 0  |

18 августа
Аргентина — Коста-Рика 3:0 (25:16, 25:14, 25:22); Пуэрто-Рико — Куба 3:2 (25:22, 15:25, 22:25, 28:26, 15:8); США — Чили 3:0 (25:13, 25:16, 25:18).
19 августа
Куба — Коста-Рика 3:0 (25:18, 25:19, 25:18); Аргентина — Чили 3:0 (25:23, 25:13, 25:8); США — Пуэрто-Рико 3:0 (25:14, 25:20, 25:15).
20 августа
Чили — Коста-Рика 3:0 (25:9, 25:22, 25:20); Аргентина — Пуэрто-Рико 3:0 (25:16, 25:19, 25:16); США — Куба 3:1 (21:25, 25:12, 25:21, 25:10).
21 августа
США — Коста-Рика 3:0 (25:8, 25:12, 25:15); Пуэрто-Рико — Чили 3:2 (18:25, 25:19, 25:20, 18:25, 15:9); Аргентина — Куба 3:0 (27:25, 25:15, 25:23).
22 августа
Пуэрто-Рико — Коста-Рика 3:0 (25:12, 25:14, 25:19); Куба — Чили 3:0 (25:18, 25:15, 25:18); США — Аргентина 3:1 (25:19, 25:18, 21:25, 25:21).

## Матч за 11-е место
Ирапуато
23 августа. Играют команды, занявшие в группах предварительного этапа 6-е места.
Коста-Рика — Суринам 3:0 (25:15, 25:13, 25:13).

## Плей-офф

### Классификационные матчи
Ирапуато
23 августа. Играют команды, занявшие в группах предварительного этапа 4—5-е места.
Канада — Куба 3:1 (27:25, 20:25, 25:19, 26:24).
Чили — Перу 3:2 (25:20, 26:28, 28:26, 19:25, 15:8).

### Четвертьфинал
Леон
23 августа. Играют команды, занявшие в группах предварительного этапа 2—3-е места.
Доминиканская Республика — Пуэрто-Рико 3:2 (19:25, 24:26, 25:23, 27:25, 15:8).
Аргентина — Мексика 3:2 (15:25, 21:25, 25:17, 25:13, 15:12).

### Матч за 9-е место
Ирапуато
24 августа. Играют проигравшие в классификационных матчах.
Куба — Перу 3:0 (25:20, 25:12, 25:21).

### Полуфинал за 5—8 места
Ирапуато
24 августа. Проигравшие в четвертьфинале играют против победителей классификационных матчей.
Пуэрто-Рико — Канада 3:2 (16:25, 25:16, 25:16, 16:25, 15:10).
Мексика — Чили 3:1 (28:26, 25:12, 22:25, 25:14).

### Полуфинал за 1—4 места
Леон
24 августа. Победители групп предварительного этапа играют против победителей четвертьфинальных матчей.
США — Доминиканская Республика 3:0 (25:18, 25:23, 28:26).
Аргентина — Колумбия 3:1 (15:25, 28:26, 25:18, 25:23).

### Матч за 7-е место
Ирапуато
25 августа. Играют проигравшие в полуфиналах за 5-8 места.
Канада — Чили 3:0 (25:23, 25:23, 25:20).

### Матч за 5-е место
Ирапуато
25 августа. Играют победители полуфиналов за 5-8 места
Мексика — Пуэрто-Рико 3:1 (25:20, 15:25, 25:19, 25:18).

### Матч за 3-е место
Леон
25 августа. Играют проигравшие в полуфиналах за 1-4 места
Колумбия — Доминиканская Республика 3:0 (25:18, 25:19, 25:14).

### Финал
Леон
25 августа
Аргентина — США 3:0 (25:18, 25:20, 25:19). Отчёт

## Итоги

### Положение команд
| Аргентина                   |
| США                         |
| Колумбия                    |
| 4. Доминиканская Республика |
| 5. Мексика                  |
| 6. Пуэрто-Рико              |
| 7. Канада                   |
| 8. Чили                     |
| 9. Куба                     |
| 10. Перу                    |
| 11. Коста-Рика              |
| 12. Суринам                 |

### Призёры
Аргентина: Элина Мария Родригес, Эмилия Балаге, Кандела-Соль Салинас, Дальма Перес, Кейла Льянос, Бьянка Куньо, Даниэла Булайх Симиан, Бьянка Фарриоль, Авриль Гарсия, Виктория Майер, Канделария Эррера Родригес, Мартина Беднарек, Бренда Графф, Мария-Агостина Пелосо. Тренер — Факундо Морандо.
  США: Логан Эгглстоун, Кендол Кипп, Серена Грэй, Клэр Хоффман, Амбер Айджед, Тиа Джимерсон, Бреланд Моррисетт, Элла Пауэлл, Сара Спонсил, Джаали Уинтерс, Зоэ Флек, Дженна Грэй, Вероника Перри, Стефани Самеди. Тренер — Бред Ростраттер.
  Колумбия: Валентина Гавирия Перес, Мануэла Сьерра Посада, Даяна Сеговия Эльес, Лаура Грахалес Паскуа, Ана Карина Олая Гамбоа, Валерин Карабали де ла Крус, Лаура Сапата Родригес, Данни Меса Торо, Карен Рентерия Морено, Либис Мармолехо, Камила Гомес Эрнандес, Анхье Веласкес, Мария Алехандра Марин Верхельст, Мелисса Ранхель Паэс. Тренер — Эрнан Осорио Эстрада.

### Индивидуальные призы
| - MVP Бьянка Фарриоль - Лучшие нападающие-доигровщики Ана Карина Олая Вероника Перри - Лучшие центральные блокирующие Бьянка Фарриоль Кандида Ариас - Лучшая связующая Карен Ривера - Лучшая диагональная нападающая Кендол Кипп | - Лучшая либеро Камила Гомес - Лучшая на подаче Дезире Мадан - Лучшая на приёме Клэр Хоффман - Лучшая в защите Камила Гомес - Самая результативная Гресия Кастро |